# Harrierwurp
Harrierwurp ist als Bauerschaft ein Stadtteil von Brake im Landkreis Wesermarsch.

## Geschichte
Harrierwurp entstand um 1500 als Ausbausiedlung von Hammelwarden. Es befindet sich im Hammelwarder Moor. Die erste Nennung des Ortes war um 1540. In Harrierwurp lässt sich seit 1822 eine Wasserschöpfmühle nachweisen. Diese wurde 1930 bei einem Sturm zerstört. Bei dieser Mühle gab es eine Zimmerei und eine Bäckerei. Die erste Schule wurde 1630 eingerichtet.

## Demographie
| Jahr | Einwohner |
| ---- | --------- |
| 1581 | 7 Höfe    |
| 1665 | 11 Höfe   |
| 1723 | 113       |
| 1793 | 147       |
| 1817 | 154       |
| 1855 | 172       |
| 1925 | 137       |
| 1933 | 113       |
| 1946 | 156       |
| 1961 | 145       |